# Organização Internacional de Entidades Fiscalizadoras Superiores
Organização Internacional das Instituições Superiores de Controle (INTOSAI) é uma organização autónoma, independente e apolítica. É uma organização não-governamental com status consultivo especial no Conselho Económico e Social das Nações Unidas (ECOSOC).
Trata-se de uma organização para a auditoria externa aos vários governos, aos quais estão associados. Opera como um "guarda-chuva", para os proteger e auxiliar. Em 2014, tem 192 membros titulares e 5 membros autónomos.
INTOSAI foi fundada em 1953, em Havana por iniciativa de Emilio Fernandez Camus, então Presidente da SAI de Cuba. Naquele tempo, 34 das ISC reuniram-se pela 1ª vez em congresso nesse país.
Por mais de 50 anos, tem fornecido um quadro estruturado para as várias instituições superiores melhorarem a auditoria externa pública mundial, para promover o desenvolvimento e transferência de conhecimentos, para reforçar a posição dos seus membros e os respectivos países que representam.
A sede da Secretaria-Geral, desde 1968, no Tribunal de Contas austríaco, em Viena.
O Secretário-Geral é o presidente do Tribunal de Contas da Áustria.